# Národně sociální liga (USA)

Logo Národně sociální ligy

Národně sociální liga byla neonacistická politická strana působící od roku 1974 do poloviny 80. let ve Spojených státech amerických. Založil ji v roce 1974 v kalifornském Los Angeles Russell Veh. Ten pak financoval její činnost ziskem ze svého podnikání v tiskařství a z distribuce filmů s neonacistickou propagandou, včetně Triumfu vůle. Pobočky Národně sociální ligy se postupně rozšířily do dalších částí Kalifornie.

## Historie
Zakladateli strany byli v roce 1974 Russell Veh a několik dalších neonacistů. Strana se proslavila tím, že členství v ní bylo podmíněné příslušností ke gay nacistickým mužům. Tato skupina deklarovala boj za sexuální, sociální a politickou svobodu árijské rasy.
Před rozpuštěním v 80. letech vydávala Národně sociální liga magazín s názvem NS Kampfruf.

## Organizační úsilí v San Franciscu
Národně sociální liga rozvěšovala v období mezi lety 1974 a 1975 v ulicích San Francisca plakáty označující ji za gay nacistickou a hledající nové členy. Dále jí také vycházela série článků v gay časopise Bay Area Reporter.

## Kontroverze ohledně antisemitských filmů
V roce 1983 se strana stala terčem kritiky pro distribuci nacistického propagandistického filmu ze 30. let Žid Süß, jehož účelem bylo šíření nenávisti vůči Židům. V reakci na to vyšel článek v losangeleském židovském tisku s názvem „Gay nacisté promítali film 'Žid Süß'“, který kritizoval lídra Národně sociální ligy Veha.